# Sportovní Klub Slavia Praha 2006-2007
Questa voce raccoglie le informazioni riguardanti lo Sportovní Klub Slavia Praha nelle competizioni ufficiali della stagione 2006-2007.

## Stagione
Per il secondo anno di fila Jarolím è confermato sulla panchina del club e Vlček continua ad essere il più prolifico dello Slavia (11 reti in 30 incontri), lo Slavia Praga termina il campionato al secondo posto, vincendo in volata su Mlada Boleslav e Slovan Liberec ma alle spalle dello Sparta Praga per 4 punti. A inizio torneo lo Slavia Praga parte male, non riuscendo a competere immediatamente per le posizioni di vertice. Nella terza giornata del ritorno, i biancorossi guadagnano la vetta del campionato e la mantengono fino alla ventitreesima giornata quando i cugini dello Sparta superano il club in classifica e mantengono il vantaggio fino alla conclusione del torneo. Lo Slavia resiste a Mlada Boleslav e Slovan Liberec (tutte e tre a 58 punti), concludendo la 1. liga in seconda posizione.
In coppa lo Slavia Praga esce clamorosamente subito contro lo FC Zenit Čáslav, per 4-3.
In Coppa UEFA, superano gli azeri del Karvan İdman Klubu (0-2 complessivo) prima di farsi escludere dal Tottenham (due sconfitte per 1-0).

## Calciomercato[1]
Vengono ceduti Šeliga (Celje), Radek Černý (al Tottenham in cambio di € 200.000), Franěk, Kovac (al Nitra a titolo gratuito), Zábojník (in cambio di € 150.000 allo Jablonec), Piták (al Salisburgo per € 0,9 milioni), Fořt (al Tolosa per € 1 milione), Holeňák (a parametro zero all'Mattersburg), Adauto (Ponte Preta), Pesir (SIAD Most), Hasler (al Hradec Králové per € 50.000), Jiri Valenta (allo Jablonec in cambio di € 30.000), Gecov (al Dukla Praga in prestito), Held (Bohemians 1905), nel settembre 2006 Slavík (in cambio di € 100.000 al Teplice), Kratochvil (Kladno), nell'ottobre seguente Studik (allo Slovacko in prestito) e nel gennaio 2007 Nečas (al Mlada Boleslav in cambio di € 50.000).
Vengono acquistati Diviš, Dejmek, Vacha, Nečas (tutti dalle giovanili), Latka (a titolo gratuito dal Birmingham City), Nachtman (fine prestito dal FK Chmel Blšany), Šourek (Vysočina Jihlava), Urbánek (in prestito dal Petržalka), Vorel (in prestito dal Chmel Blsany), Munster (dagli svedesi del Bunkeflo, il nordirlandese aveva già giocato qualche anno prima con lo Slavia), Kalivoda (che ritorna per la terza volta tra i biancorossi dopo un prestito all'SC Xaverov), i giovani talenti Bořek Dočkal e Tomáš Necid (entrambi dalle giovanili ed entrambi futuri calciatori della Nazionale ceca) e nel gennaio 2007 Michel Costa (Barueri) e Reiter (in prestito dall'Artmedia Petrzalka).

## Organico

### Rosa
| N. |                       | Ruolo | Calciatore     |
| -- | --------------------- | ----- | -------------- |
| 1  | Rep. Ceca (bandiera)  | P     | Michal Vorel   |
| 22 | Rep. Ceca (bandiera)  | P     | Jakub Diviš    |
| 29 | Slovacchia (bandiera) | P     | Matúš Kozáčik  |
| 3  | Rep. Ceca (bandiera)  | D     | Lukáš Nachtman |
| 3  | Rep. Ceca (bandiera)  | D     | Radek Dejmek   |
| 4  | Rep. Ceca (bandiera)  | D     | David Hubáček  |
| 6  | Rep. Ceca (bandiera)  | D     | Martin Latka   |
| 8  | Rep. Ceca (bandiera)  | D     | Radek Dosoudil |
| 13 | Rep. Ceca (bandiera)  | D     | Ondřej Šourek  |
| 17 | Rep. Ceca (bandiera)  | D     | Marek Suchý    |
| 19 | Slovacchia (bandiera) | D     | Matej Krajčík  |
| 27 | Croazia (bandiera)    | D     | Ante Aračić    |
| 28 | Rep. Ceca (bandiera)  | D     | Tomáš Hrdlička |
| 31 | Rep. Ceca (bandiera)  | D     | Aleš Urbánek   |
| 5  | Rep. Ceca (bandiera)  | C     | Michal Švec    |

| N. |                       | Ruolo | Calciatore      |
| -- | --------------------- | ----- | --------------- |
| 9  | Rep. Ceca (bandiera)  | C     | Milan Černý     |
| 11 | Rep. Ceca (bandiera)  | C     | Petr Janda      |
| 12 | Rep. Ceca (bandiera)  | C     | Jan Vorel       |
| 15 | Brasile (bandiera)    | C     | Michel Costa    |
| 18 | Slovacchia (bandiera) | C     | Dušan Švento    |
| 20 | Rep. Ceca (bandiera)  | C     | Lukáš Jarolím   |
| 21 | Rep. Ceca (bandiera)  | C     | Radim Nečas     |
| 25 | Rep. Ceca (bandiera)  | C     | David Kalivoda  |
| 26 | Rep. Ceca (bandiera)  | C     | Bořek Dočkal    |
|    | Rep. Ceca (bandiera)  | C     | Marcel Gecov    |
| 7  | Rep. Ceca (bandiera)  | A     | Stanislav Vlček |
| 10 | Brasile (bandiera)    | A     | Gaúcho          |
| 24 | Rep. Ceca (bandiera)  | A     | Tomáš Necid     |
|    | Slovacchia (bandiera) | A     | Ľubomír Reiter  |

### Staff tecnico
Nello staff tecnico, Jarolím è confermato allenatore della prima squadra è il vice, Janů, è rimpiazzato da Vrabec.